# Municipio de Rivers
El municipio de Rivers (en inglés: Rivers Township) es un municipio ubicado en el condado de St. Charles en el estado estadounidense de Misuri. En el año 2010 tenía una población de 22257 habitantes y una densidad poblacional de 44,02 personas por km².

## Geografía
El municipio de Rivers se encuentra ubicado en las coordenadas 38°52′20″N 90°27′32″O / 38.87222, -90.45889. Según la Oficina del Censo de los Estados Unidos, el municipio tiene una superficie total de 505.57 km², de la cual 445.73 km² corresponden a tierra firme y (11.84%) 59.84 km² es agua.

## Demografía
Según el censo de 2010, había 22257 personas residiendo en el municipio de Rivers. La densidad de población era de 44,02 hab./km². De los 22257 habitantes, el municipio de Rivers estaba compuesto por el 91.96% blancos, el 4.61% eran afroamericanos, el 0.32% eran amerindios, el 0.64% eran asiáticos, el 0.01% eran isleños del Pacífico, el 0.67% eran de otras razas y el 1.78% pertenecían a dos o más razas. Del total de la población el 2.4% eran hispanos o latinos de cualquier raza.